# Viên Thành
Viên Thành là một xã thuộc huyện Yên Thành, tỉnh Nghệ An, Việt Nam.
Xã Viên Thành có diện tích 8,76 km², dân số năm 1999 là 6.805 người, mật độ dân số đạt 777 người/km².